# 初日カバー

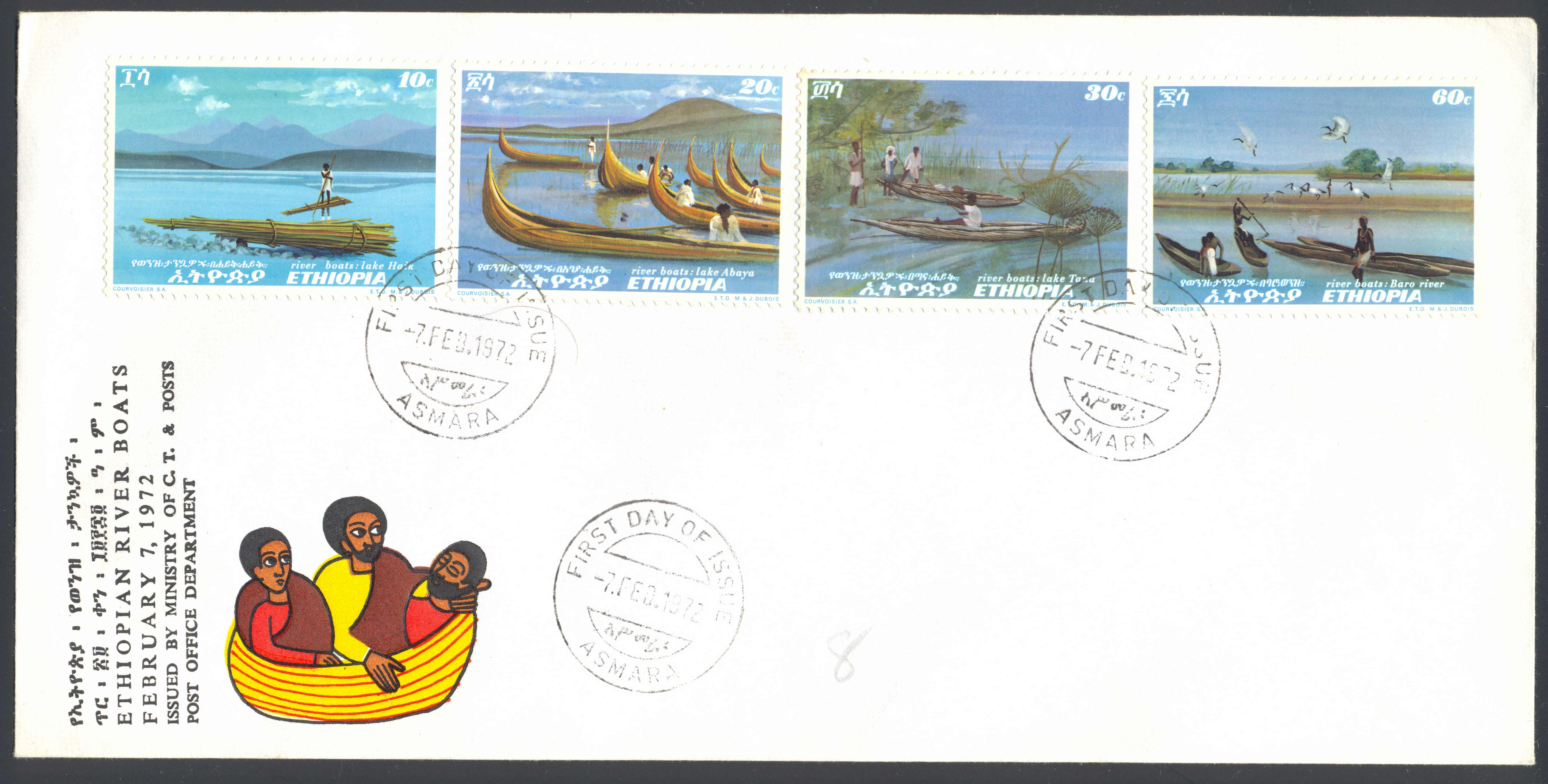
エチオピアで発行された川船切手の初日カバー（1974年）

初日カバー（しょにちかばー　英語:first day of issueもしくはfirst day cover）とは、郵便切手が貼られ、その切手の発行日当日の消印が押された封筒類のことである。記念切手などでは、記念の対象の関係者には記念品であり、また、数が限られることから切手収集家や記念品収集家のコレクション対象としての趣味性が強い郵趣品である。英語"first day cover"の頭文字のFDC（エフ・ディー・シー）という略称も、国内外でよく使われる。封筒ではなく絵葉書に仕立てたものはマキシマムカード（MC）と言う。

## 概要
貼られている切手に発行日当日の消印がある封筒を初日カバーと言う。郵便利用者がたまたま切手発行日に窓口で購入した切手を即座に使用したばあいには、初日カバーが偶然的に生じる。このような使用例は切手が最初に使用されるようになった19世紀後半には偶然の産物であった。
しかし切手収集の趣味が世界的なものになると、郵政当局が新しく切手を発行した際に切手に因んだ記念印を用意して押印するサービスが行われるようになった。そのため初日カバーといえば、こうした意図的に消印が押印された封筒類に対して称されるようになった。ただし、現在も初日カバーを実際に郵便に使用した実逓カバーとして作る場合もあり、高額切手の時には書留便で差し出す場合もある。
この封筒は、切手収集家が自前で用意しても良いが、民間の切手収集家を顧客とする切手商や美術商、あるいは郵政当局ないしその関係機関が、その切手にちなんだ絵柄を印刷した封筒を作成しており、それらが利用されることも多い。自作のものを含め、絵柄などを入れてデザインされた初日カバーを「カシェ」（またはカシュ・カッシェ・カッシュ等。仏語cachet(封筒の意)）と言う。それに対し無地の封筒による初日カバーは「白封」（はくふう）と言う。このような意図的な初日カバーは1920年代のアメリカ合衆国で作られたのが最初といわれ、日本では1940年代後半頃から広く作られるようになった。

## デザイン
記念印は当然ながら、郵政事業体ないし関連団体がデザインする。カシェもデザインすることがある。たとえば中華人民共和国の中国集郵総公司のように郵政事業体の関連企業が担当する場合がある。カシェは多くの場合は民間業者でデザイン・製作する。日本では切手収集家に便宜を図る業者が製作している。
初日カバーにする封筒は、どのようなものでも良いので「白封」の場合があるし、後で「白封」の余白に切手収集家自身の手でイラストを書き入れる場合もある。ただし現在では業者製の初日カバーの方が大多数である。
「カシェ」のデザインは多くが横長で、左に絵柄を配し、右に切手と消印を配する。絵柄は対象の切手に関連のあるイラストまたは切手図案の原画等を使用する。枚数やサイズによっては下部もしくは全面を絵柄としたデザインもある。また印刷方法も芸術的な木版印刷をはじめオフセット印刷や凹版印刷など多岐にわたって存在している。

## 日本における初日カバー

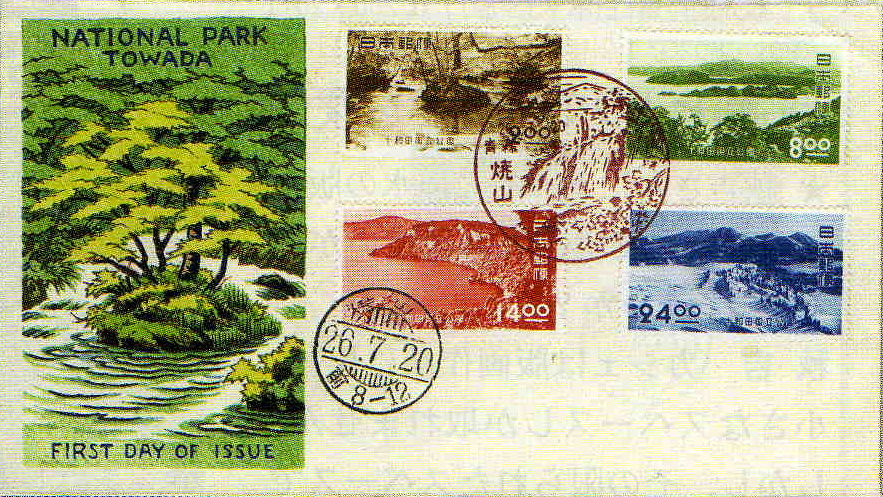
川瀬巴水による渡辺版初日カバーの例（1951年発行の十和田国立公園切手）

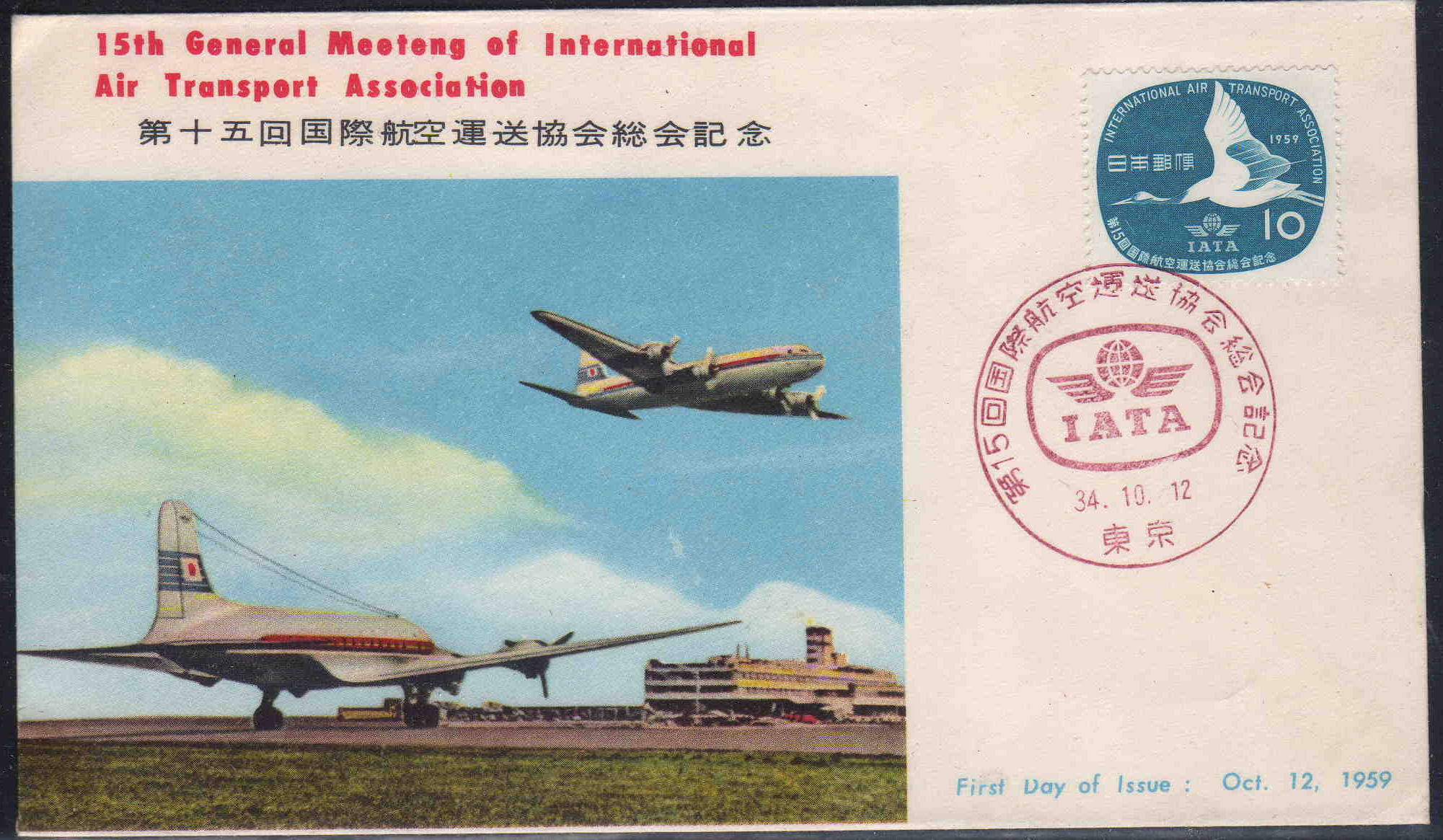
1959年に発行された国際航空運送協会総会記念切手の初日カバー（郵政弘済会製作）、このようにカシェの絵柄には関連する図案が用いられることが多い

日本で最初に記念切手の発行と同時に記念印（特殊通信日付印）が作られたのは、1906年4月29日に発行された日露戦争凱旋観兵式記念切手（明治三十七八年戦役陸軍凱旋観兵式紀念郵便切手）の時である。この時には官製絵葉書も同時に発行されており、この絵葉書に切手を貼り付け初日印を押印したものが多数作られている。このような官製絵葉書に記念切手を貼り記念印を押印した郵趣品は、日本では数多く作られており、同様なものは日本の影響下にあった満州国などでも製作された。この頃は官製の絵葉書に切手を貼り初日印を押印する、現在のマキシマムカードに近い郵趣品が一般的であった。
その後日本でも封筒に切手を貼り付けて初日印を押印した初日カバーが作られるようになった。日本では初日カバーの業者（版元）が多数存在している。そのうち著名なものに渡辺木版美術画舗による「渡辺版」、松屋による「松屋版」と呼ばれる木版印刷で作製したものや、日本郵趣協会による「JPS版」などが有名である。
そのうち木版印刷によるものは、絵柄の美しさや人気、または現存数によっては、未使用切手よりも高額で取引されることもある。たとえば、「渡辺版」の版元である渡辺木版美術画舗は銀座の一流店であるが、この渡辺版は会員制で製作数が多くなく、昔から人気があった。その渡辺版のカシェ作者の一人に著名な版画家川瀬巴水（1883年 - 1957年）がいた。彼の作品を元にした初日カバーは1948年から1956年にかけて製作されたが、彼の手によるものは特に人気が高く、他の版元で製作された初日カバーよりも美術品的価値が高い為、状態が悪いものでも高価である。
現在でも新切手が発行されるたびに初日印が押印された初日カバーが製作されるが、近年では切手収集家の減少に加え郵政民営化前後から切手が濫発されるようになったため、人気は以前よりも低下している。初日印には汎用のいわゆるハト印や、新切手のために特別にデザインされた絵入りの消印（特印または絵入りハト印）が使用される。普通切手やふるさと切手には絵入りの消印が用意されないため、ハト印や普通通信日付印、風景印などが用いられる。収集家は新切手に縁のある地方の郵便局で押印された初日カバーを珍重することが多い。

### 郵頼
前述のように初日カバーを製作している業者から購入することも可能であり、多くの業者は頒布会を組織し会員に自動的に郵送する販売方法を取っている。その一方で個人的に初日カバーを製作する者も少なくない。この場合、郵便で依頼して返送してもらう手続きをとることが多いが、この方法を「郵頼（ゆうらい）」という。
新切手の郵頼では、事前に公表（現在は日本郵便のウェブページで新切手のリリースにあわせ「郵趣のための押印サービス」として情報が開示されている）されている郵頼指定局に次のものを送付する。
- 所要の郵便切手代金（郵便普通為替もしくは郵便定額小為替）
- 押印用の封筒（23.5cm×12.0cm以内の台紙でも可）
- 返送先を明記し、必要な郵送料分の切手を貼り付けた返信用封筒
- 依頼状（切手の貼付位置と押印位置を指定したもの）

郵頼では、押印を希望する消印の種類（後述の「手押し」もしくは「押印機」等）を送付用封筒に朱書きで表示し、希望の郵頼指定局に期日までに郵送する事になる。郵頼指定局は東京中央郵便局か日本橋郵便局が多い。

### 窓口押印
新切手に発行当日の消印を押印するだけであれば全国どこの郵便局でも可能であるが、特印や初日印（ハト印）などの特別な消印が配備されるのはごく一部の郵便局のみで、これらは毎回同じ局が指定されることから定例局と呼ばれている。定例局の他にも、新切手と関連が深い地方の郵便局にその都度配備されることもある。収集家の中には、新切手に縁のある風景印を押印して初日カバーを製作する者もある。

### 押印される消印
日本で現在、新切手の発行に際して使用される消印には次のものがある。
- 特印（特殊通信日付印）
  - 手押し
  - 押印機

- 初日印（初日用通信日付印）
  - 和文ハト印
  - 欧文ハト印
  - 機械ハト印
  - 絵入りハト印（手押し、押印機）
- 風景印など

特印は正式には「特殊通信日付印」と呼ばれる直径36mmの消印で、新切手に関連のある絵柄が鳶色のインクで押印される。現在は手押しと押印機の2種類が使われている。手押しはその名の通り人の手で押印されるもので、1週間使用される。一方の押印機は専用の機械を使用するもので、押印できるのは発行日のみである。
初日印は正式には「初日用通信日付印」と呼ばれ、新切手の発行日だけに使用される。印影にハトのマークが入っているため「ハト印」とも呼ばれる。このうち和文ハト印・欧文ハト印・機械ハト印の3種類は、錆桔梗色（黒色に近い）のインクで押印される。和文ハト印は日本語と元号表記による日付印である。欧文ハト印は局名の欧文（ローマ字）表記で西暦による日付印であるが、国際郵便用であるため、国内宛てに引受消印するのは禁止されている。機械ハト印は局名を和文と欧文で併記しているが、日付は西暦下二桁のみで、抹消部にハトのマークと英語による国名表記"JAPAN"が表示される形式である。
絵入りハト印は特印と同様の直径36mmの消印で、鳶色のインクで押印され、手押しと押印機がある。特印と異なり、手押しも発行当日だけに使用される。
風景印はふるさと切手や普通切手などの発行時に、特印や絵入りハト印の代わりに用いられることがある。

## 切手発行日以外の記念カバー
切手発行日以外の記念行事に際して作られるカバーを「記念カバー」と呼ぶ。
アメリカ合衆国では大統領就任などの記念カシェも発行されている。また、アメリカ合衆国郵便公社は初日カバー用にデジタル印刷による多色刷り消印を用いるサービスも行っている。

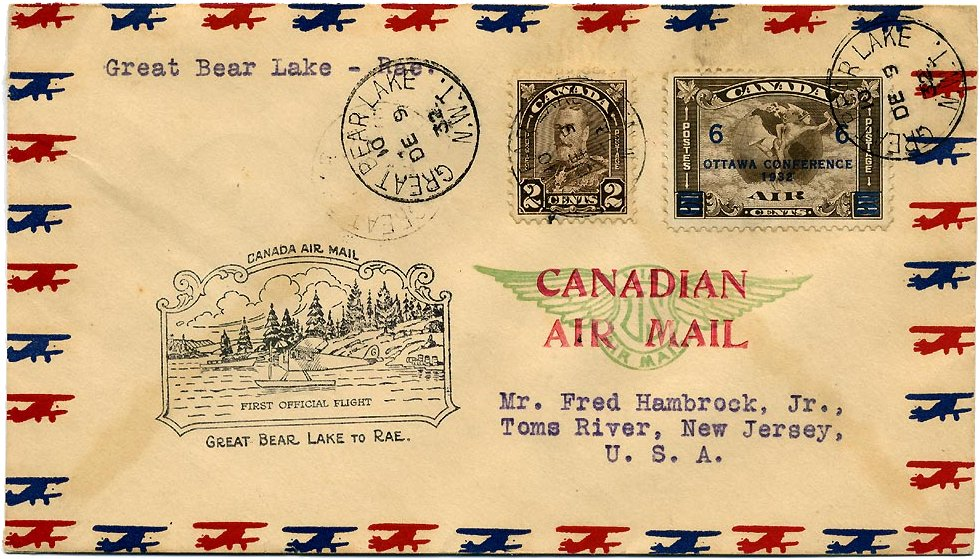
ファーストフライトカバー

航空会社が新路線を開設した第一便に搭載される郵便物をファーストフライトカバー"First Flight Cover"と呼ばれている。このカバーの場合には発着地と到着地の消印が入ることで証明している。略称はFFCである。

## 引用・注釈
1. ↑  AFPBB News「オバマ氏の大統領選勝利の記念封筒、AFPカメラマンの写真を採用」2009年1月15日
2. ↑  Revolutionary First Day Digital Color Postmark Creates Unique Collectable